# Sandman (Gaiman)
Pour les articles homonymes, voir Sandman.
Sandman (en anglais : [saːndmɑn] ou [ˈsændmæn]  « le marchand de sable ») est une série de romans graphiques de fantasy anglo-américaine d'environ 2 000 pages créée et écrite par Neil Gaiman de 1989 à 1996 (bien que d'autres tomes hors-série soient parus ultérieurement) et traduite en français à partir de 1997. La conception graphique des couvertures de chaque épisode est de Dave McKean, un vieil ami de Gaiman. Le dessin a été confié à un artiste différent pour chaque épisode, conférant ainsi de nombreux visages aux protagonistes de la série.
Sandman se démarque des romans graphiques américains traditionnels par ses thématiques oniriques et son traitement bien moins manichéen des personnages que d'habitude : le protagoniste Dream, le marchand de sable, étant lui-même l'antithèse d'un superhéros malgré sa quasi omnipotence en tant que maître des rêves. Sandman est le seul comic-book à avoir gagné le prix World Fantasy pour Songe d'une nuit d'été et un des rares à figurer sur la liste de best sellers du New York Times. Sandman est aussi connu pour sa popularité hors de la sphère habituelle du lectorat de comics, notamment chez le public féminin. Norman Mailer a décrit la série comme « une bande-dessinée pour intellectuels ».
Pour célébrer le vingt-cinquième anniversaire de Sandman, Neil Gaiman a écrit une nouvelle histoire impliquant la bataille qui avait totalement épuisé Dream avant le début de l'histoire originale. Dessinée par J. H. Williams III, Ouverture (en) raconte l'aventure de Dream avant Préludes et Nocturnes, une histoire à peine évoquée jusque-là.

## Style
Sandman est une série de contes parfois très différents les uns des autres, qui ont pour seul élément commun un ou plusieurs membres des Infinis, des concepts de la conscience humaine et animale, incarnations anthropomorphiques du Destin, de la Mort, du Rêve, de la Destruction, du Désespoir, du Désir et du Délire. Dream, le Rêve, est le personnage principal. Les contes de Sandman ont été décrits par Neil Gaiman comme étant délibérément oniriques. Bien que nombre de contes se déroulent dans les États-Unis ou dans l'Angleterre des années 1990 avec des protagonistes humains, mortels et apparemment « normaux », Gaiman se réapproprie des éléments de différentes mythologies (nordique, celte, arabe, grecque, égyptienne romaine, chrétienne, russe, aborigène, japonaise) et met en scène de nombreux personnages ou créatures historiques et mythologiques, et ce aussi bien dans leurs époques respectives qu'à l'époque actuelle. Les superhéros, passage presque obligé pour une série publiée chez DC Comics, font seulement dans Sandman quelques apparitions anecdotiques en forme de clin d'œil de l'auteur à sa maison d'édition. L'univers de Sandman conserve tout au long de la série des caractères très gothiques, en commençant d'une manière très sombre dans Préludes et Nocturnes puis en s'allégeant avec des détours dans le conte de fée historique, populaire ou imaginaire, versant allègrement dans le fantastique, le merveilleux et la tragédie.

## Résumé global
Les Infinis existent depuis que le monde est monde et remplissent leur office dans leurs royaumes respectifs. Vers le XVIIe siècle, Destruction décide d'abandonner ses fonctions, pour que les cycles de création et de destruction se déroulent sans son influence. Il fait en sorte que personne ne puisse prendre sa place, et, après avoir réuni la « famille » des Infinis pour leur faire part de sa décision, prend le large et part vagabonder sans véritable but. Cette décision est une première dans l'Histoire et va mettre en branle une série d'évènements vers la fin du XXe siècle mettant en scène son frère aîné, Dream, qui au contraire de Destruction, prend son rôle de Gardien des Rêves très au sérieux. La saga Sandman est partagée entre des albums narrant les aventures de Dream et des Éternels (Préludes et Nocturnes, La Saison des brumes, Vies brèves, Les Bienveillantes, Veillée mortuaire, etc.) et des albums incluant d'autres arcs de narrations mettant en scène différents personnages (La Maison de poupée, Domaine du rêve, Jouons à être toi, Fables et Réflexions, Au bout des mondes, Nuits éternelles, etc.) dans lesquels les Infinis ne font souvent que des apparitions brèves, mais toujours décisives.
Dream / Morphée, le Maître des Rêves, est emprisonné de 1916 à 1988 par un occultiste qui espère que Dream lui accorde l'immortalité contre sa propre liberté. Dream est pendant ces 72 ans inflexible et parvient finalement à s'échapper. Après s'être vengé, il revient dans son Royaume des Rêves à l'abandon et en pleine déliquescence, et, bien que son emprisonnement prolongé l'ait durement éprouvé, il parvient à le ramener à son ordre séculaire et à remplir à nouveau ses fonctions. (voir Préludes et Nocturnes). Sa famille exerce aussi une influence sur lui : la décision de Destruction l'a troublé mais il a décidé de le chasser de ses pensées, tandis que Désir et Désespoir ne cessent de le défier et de comploter afin de provoquer sa chute. Seul Death et Delirium lui viennent véritablement en aide.
Ensuite, son passé le rattrape. Dans La Saison des brumes, il est forcé de retourner aux Enfers pour y récupérer Nada, l'une de ses anciennes compagnes qui l'avait quitté et s'était suicidée et qu'il avait condamné aux Enfers. Son fils, Orphée, déchiqueté par les Bacchantes après avoir essayé de ramener sa jeune épouse Eurydice sans l'aide de son père qui refusa de lui venir en aide, lui demande de l'achever. Il accède finalement à sa requête dans Vies brèves. Mais les Bienveillantes, les trois Euménides connaissent les lois : quiconque, fût-il un des Infinis, qui a fait couler le sang familial mérite la mort. Finalement, dans Les Bienveillantes, Lyta Hall, qui cherche à se venger de Dream par tous les moyens après qu'il lui a ravi son fils, fait appel aux trois Euménides, et Dream ne peut pas résister à leurs attaques, mais le veut-il vraiment ? Dans Veillée mortuaire, les milliards de rêveurs viennent rendre hommage au Maître des Rêves, et son successeur, Daniel Hall, le fils de Lyta Hall, devient le nouveau Dream.
Dans la préface de Nuits éternelles, Gaiman annonce que s'il lui fallait résumer la trame de Sandman en moins de vingt-cinq mots, il dirait : « Le Seigneur des Rêves apprend qu'il faut soit changer soit mourir, et il prend sa décision. »

## Publications

### Version originale
À l’origine, The Sandman est paru aux États-Unis sous la forme d’épisodes mensuels de plus ou moins 24 planches, entre janvier 1989 et mars 1996. Devant le succès de la série, Vertigo – label de DC Comics – décide de regrouper ces épisodes en 10 albums. Chacun de ces recueils, d'une longueur moyenne de 100 à 200 planches, est composé soit de contes autonomes, soit d'une longue histoire divisée en chapitres. Les albums ont d'abord été brochés en 1990 (en commençant par le volume 2 The Doll’s House), puis sont parus en édition reliée à partir de 1995. En novembre 2006, Vertigo a réuni les trois premiers albums (20 épisodes initiaux) en une intégrale (nommée Absolute Edition). La deuxième intégrale est sortie en octobre 2007, la troisième en juin 2008 et la quatrième et dernière en novembre 2008. Une intégrale consacrée à Death, la sœur de Dream, est sortie en octobre 2009 aux États-Unis. En 2013, à l'occasion du 25e anniversaire de la série, Vertigo a encore publié une édition omnibus en deux volumes de l'intégralité de la série, chaque volume comportant plus de 1000 pages.
The Sandman a donc été publié successivement par Vertigo aux États-Unis en 75 épisodes mensuels, puis en 10 albums, puis en 4 intégrales, puis en 2 omnibus. Les hors-série (y compris le tome 11 Endless Nights) sont parus dans des albums à part.
La série est publiée au Royaume-Uni par Titan Books (en).

### Version française
Les éditions Le Téméraire ont d'abord traduit le premier volet de Sandman, le maître des rêves en deux tomes : Préludes en 1997 et Nocturnes en 1999. Deux autres tomes ont suivi ; après l'arrêt des publications du Téméraire, Sandman est resté inédit en français pendant plusieurs années. À partir de 2003, les éditions Delcourt publient dans la collection « Contrebande » le volume 4 La Saison des brumes, suivi du volume 11 Nuits éternelles, puis reprennent l'ordre chronologique de parution de la série en commençant par la réédition du premier volume, Préludes et Nocturnes. À la suite de la cession de la licence DC Comics, les éditions Panini Comics continuent la publication en octobre 2006 là où Delcourt l’avait arrêtée, et finissent par ressortir toute la série. Urban Comics, de son côté, décide de traduire les Absolute Edition de DC Comics en sept intégrales sorties d'octobre 2012 à janvier 2016.

### Albums

#### SérieSandman
Éditions Le Téméraire
- 1 Préludes, mai 1997
Scénario : Neil Gaiman - Dessin : Sam Kieth, Mike Dringenberg - Couleurs : Robbie Busch -  (ISBN 978-3-86607-628-0)
- 2 Nocturnes, mai 1999
Scénario : Neil Gaiman - Dessin : Sam Kieth, Mike Dringenberg, Malcolm Jones III - Couleurs : Robbie Busch -  (ISBN 978-2-908703-81-8)
- 3 Possession, 1999
Scénario : Neil Gaiman - Dessin : Mike Dringenberg, Malcolm Jones III, Chris Bachalo - Couleurs : Robbie Busch
- 4 Éviction, 1999
Scénario : Neil Gaiman - Dessin : Mike Dringenberg, Michael Zulli - Couleurs : Robbie Busch

Éditions Delcourt (collection « Contrebande ») et Panini (collection « Vertigo Cult »)
- 1 Préludes et Nocturnes, Delcourt, juin 2004
Scénario : Neil Gaiman - Dessin : Sam Kieth, Mike Dringenberg, Malcolm Jones III - Couleurs : Robbie Busch -  (ISBN 978-2-84789-365-6)

Titre original : Preludes and Nocturnes, Vertigo, (publication mensuelle no 1-8, janvier 1989 - août 1989).
- 2 La Maison de poupée, Delcourt collection Contrebande, octobre 2004
Scénario : Neil Gaiman - Dessin : Mike Dringenberg, Malcolm Jones III, Chris Bachalo, Michael Zulli, Steve Parkhouse - Couleurs : Robbie Busch -  (ISBN 978-2-84789-366-3)

Titre original : The Doll's House, Vertigo, (publication mensuelle no 9-16, septembre 1989 - juin 1990).
- 3 Domaine du rêve, Delcourt collection Contrebande, juillet 2005
Scénario : Neil Gaiman - Dessin : Kelley Jones, Charles Vess, Colleen Doran, Malcolm Jones III - Couleurs : Robbie Busch, Steve Oliff -  (ISBN 978-2-84789-367-0)

Titre original : Dream Country, Vertigo, (publication mensuelle no 17-20, juillet 1990 - octobre 1990).
- 4 La Saison des brumes, Delcourt collection Contrebande, novembre 2003
Scénario : Neil Gaiman - Dessin : Kelley Jones, Mike Dringenberg, Malcolm Jones III, Matt Wagner, Dick Giordano, George Pratt, P. Craig Russell - Couleurs : Steve Oliff, Danny Vozzo -  (ISBN 978-2-84789-367-0)

Titre original : Season of Mists, Vertigo, (publication mensuelle no 21-28, décembre 1990 - juillet 1991).
- 5 Jouons à être toi, Panini Comics collection Vertigo Cult, septembre 2006
Scénario : Neil Gaiman - Dessin et couleurs : Shawn McManus, Colleen Doran, Bryan Talbot, George Pratt, Stan Woch, Dick Giordano -  (ISBN 978-2-84538-830-7)

Titre original : A Game of You, Vertigo, (publication mensuelle no 32-37, novembre 1991 - mai 1992).
- 6 Fables et Réflexions, Panini Comics collection Vertigo Cult, mars 2007
Scénario : Neil Gaiman - Dessin : Bryan Talbot, Stan Woch, P. Craig Russell, Shawn McManus, John Watkiss, Jill Thompson, Duncan Eagleson, Kent Williams, Mark Buckingham, Vince Locke, Dick Giordano - Couleurs : Danny Vozzo, Lovern Kindzierski / Digital Chameleon -  (ISBN 978-2-84538-954-0)

Titre original : Fables and Reflections, Vertigo, (publication mensuelle no 29-31, août 1991 - octobre 1991 ; no 38-40, juin 1992 - août 1992 ; no 50, juin 1993 ; Sandman Special, 1991 ; Vertigo preview 1992).
- 7 Vies brèves, Panini Comics, octobre 2007
Scénario : Neil Gaiman - Dessin : Jill Thompson, Vince Locke, Dick Giordano - Couleurs : Danny Vozzo -  (ISBN 978-2-8094-0104-2)

Titre original : Brief Lives, Vertigo, (publication mensuelle no 41-49, septembre 1992 - mai 1993).
- 8 Au bout des mondes, Panini Comics collection Vertigo Cult, mai 2008
Scénario : Neil Gaiman - Dessin : Michael Allred, Gary Amaro, Mark Buckingham, Dick Giordano, Tony Harris, Steve Leialoha, Vince Locke, Shea Anton Pensa, Alec Stevens, Bryan Talbot, John Watkiss, Michael Zulli - Couleurs : Danny Vozzo -  (ISBN 978-2-8094-0274-2)

Titre original : Worlds' End, Vertigo, (publication mensuelle no 51-56, juillet 1993 - décembre 1993).
- 9 Les Bienveillantes, Panini Comics, octobre 2008
Scénario : Neil Gaiman - Dessin : Marc Hempel, Richard Case, D'Israeli, Teddy Kristiansen, Glyn Dillon, Charles Vess, Dean Ormston, Kevin Nowlan - Couleurs : Danny Vozzo -  (ISBN 978-2-8094-0410-4)

Titre original : The Kindly Ones, Vertigo, (publication mensuelle no 57-69, février 1994 - juillet 1995).
- 10 Veillée mortuaire, Panini Comics, avril 2009
Scénario : Neil Gaiman - Dessin et couleurs : Michael Zulli, Jon J. Muth, Charles Vess -  (ISBN 978-2-8094-0685-6)

Titre original : The Wake, Vertigo, (publication mensuelle no 70-75, août 1995 - mars 1996).
- 11 Nuits éternelles, Delcourt collection Contrebande, février 2004
Scénario : Neil Gaiman - Dessin : P. Craig Russell, Milo Manara, Miguelanxo Prado, Barron Storey, Bill Sienkiewicz, Glenn Fabry, Frank Quitely - Couleurs : Lovern Kindzierski, Milo Manara, Miguelanxo Prado, Dave McKean, Bill Sienkiewicz, Chris Chuckry, Frank Quitely -  (ISBN 978-2-84789-398-4)

Titre original : Endless Nights, Vertigo, octobre 2003.
Éditions Urban Comics (collection « Vertigo Essentiels »)
- 0 Ouverture,  (ISBN 978-2-365-77874-9)
Scénario : Neil Gaiman - Dessin : J. H. Williams III - Couleurs : décembre 2016
- 1 Volume 1, novembre 2012
Scénario : Neil Gaiman - Dessin : Chris Bachalo, Mike Dringenberg, Malcolm Jones III, Michael Zulli, Sam Kieth - Couleurs : Danny Vozzo -  (ISBN 978-2365771221)

Inclut les albums Préludes & Nocturnes et La maison de poupées (publication mensuelle no 1-16)
- 2 Volume 2, mai 2013
Scénario : Neil Gaiman - Dessin : Dick Giordano, Kelley Jones, Mike Dringenberg, George Pratt, Matt Wagner, Charles Vess, Malcolm Jones III, P. Craig Russell, Colleen Doran - Couleurs : Robbie Busch, Steve Oliff, Danny Vozzo -  (ISBN 978-2365772723)

Inclut les albums Le pays du rêve et La saison des brumes (publication mensuelle no 17-28)
- 3 Volume 3, décembre 2013
Scénario : Neil Gaiman, Matt Wagner - Dessin : Bryan Talbot, Duncan Eagleson, Colleen Doran, Shawn McManus, John Watkiss, Teddy Kristiansen, Sam Kieth, Stan Woch - Couleurs : Teddy Kristiansen, Steve Oliff, Danny Vozzo -  (ISBN 978-2365773140)

Inclut l'album Le Jeu de soi (publication mensuelle no 29-39) et une autre publication (Sandman Midnight Theater 1)
- 4 Volume 4, juin 2014
Scénario : Neil Gaiman - Dessin et couleurs : -  (ISBN 978-2365773898)

Inclut l'album Vies brèves (publication mensuelle no 40-49) et d'autres publications (Sandman Special 1 et Vertigo Preview 1)
- 5 Volume 5, décembre 2014
Scénario : Neil Gaiman - Dessin et couleurs : -  (ISBN 978-2365774482)

Inclut l'album La fin des mondes (publication mensuelle no 51-56) et d'autres publications (The Dream Hunters 1-4)
- 6 Volume 6, mai 2015
Scénario : Neil Gaiman - Dessin et couleurs : -  (ISBN 978-2365776509)

Inclut l'album Les Bienveillantes (publication mensuelle no 57-69)
- 7 Volume 7, janvier 2016
Scénario : Neil Gaiman - Dessin et couleurs : -  (ISBN 978-2365777124)

Inclut l'album Veillée mortuaire (publication mensuelle no 70-75) et d'autres publications (Les nuits éternelles et The Dream Hunters par Yoshitaka Amano)

#### SérieDeath
- 1 La vie n'a pas de prix, Le Téméraire, juin 1999
Scénario : Neil Gaiman - Dessin : Chris Bachalo, Mark Buckingham - Couleurs : Steve Oliff -  (ISBN 978-2-908703-67-2)

republié par Panini Comics en juillet 2008 sous le nom La vie... à quel prix !  (ISBN 978-2-8094-0347-3)
republié par Urban Comics dans le volume Sandman. Death, 2021  (ISBN 9782365779401)
Titre original : The High Cost of Living, Vertigo, (3 publications mensuelles, mars 1993 - mai 1993).
- 2 Le Choix d'une vie, Le Téméraire, décembre 1998
Scénario : Neil Gaiman - Dessin : Chris Bachalo, Mark Buckingham - Couleurs : Mark Pennington -  (ISBN 978-2-908703-79-5)

republié par Panini Comics en juin 2009 sous le nom Temps fort de la vie  (ISBN 978-2-8094-0776-1)
republié par Urban Comics dans le volume Sandman. Death, 2021  (ISBN 9782365779401)
Titre original : The Time of Your Life, Vertigo, (3 publications mensuelles, avril 1996 - juillet 1996).

#### Hors-série
- Les Couvertures de Sandman, Reporter, octobre 2004
Scénario : Neil Gaiman - Dessin et couleurs : Dave McKean -  (ISBN 2-908710-40-4)

Titre original : Dustcovers: The Collected Sandman Covers, 1989-97, Vertigo, août 1998.
- Les Chasseurs de rêves, Norma Editorial, mars 2003
Scénario : Neil Gaiman - Dessin et couleurs : Yoshitaka Amano -  (ISBN 978-84-8431-647-3)

republié par Urban Comics dans Sandman. Volume 7, janvier 2016  (ISBN 978-2365777124)
Titre original : The Sandman: The Dream Hunters, Vertigo, juin 1999.

## Adaptation
Après plusieurs projets avortés et la réticence de Neil Gaiman, qui a à plusieurs reprises déclaré qu'il préférait ne voir aucun film sur Sandman et Death plutôt qu'un mauvais film, une adaptation par et avec Joseph Gordon-Levitt semble sur les rails. Le Britannique Jack Thorne et l'Américain David S. Goyer se sont chargés d'écrire une première version du scénario. Le 16 octobre 2014, Gaiman a indiqué que même si le film n'avait pas été annoncé par les studios Warner Bros. Pictures, il serait distribué par Vertigo. Goyer a déclaré que les studios étaient très satisfaits du scénario. Cependant, le 6 mars 2016, Joseph Gordon-Levitt, qui était impliqué dans la production du film, a annoncé quitter le projet depuis que ce dernier était passé de Warner à New Line, et que la direction du projet avait considérablement changé.
En juin 2019, Netflix a annoncé avoir signé un accord avec Warner Bros. Television pour tourner une série Sandman réalisée par Allan Heinberg. David Goyer et Neil Gaiman en seraient les coproducteurs. Elle est diffusée depuis le 5 août 2022. Le 2 novembre 2022, Netflix a annoncé le renouvellement de la série pour une saison 2